# Ироикомическая поэма

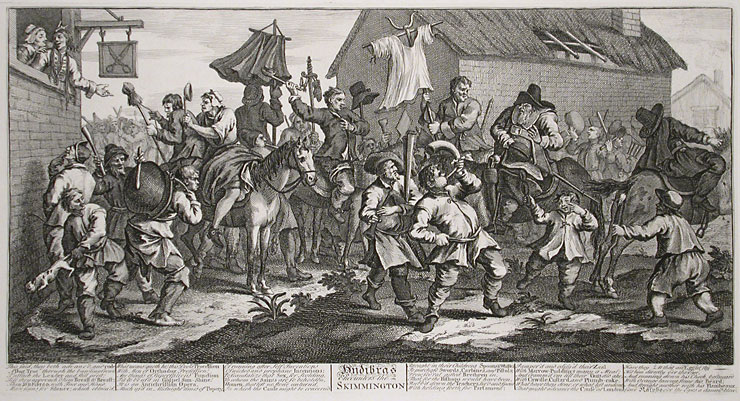
Гравюра У. Хогарта на сюжет «Гудибраса»

Ироикомическая поэма (фр. Héroï-comique) — наряду с травестией, одна из двух разновидностей бурлеска эпохи классицизма. Простонародный быт с драками и попойками в ироикомической поэме описывается «высоким штилем» героического эпоса. Несоответствие между предметом поэмы и её стилем порождает комический эффект.
Юмористическая лёгкость ироикомических поэм привела к тому, что они продолжают читаться до сих пор, в отличие от массы возвышенных героических поэм XVII—XVIII вв., которые прочно преданы забвению.

## Развитие жанра
Жанр ироикомической поэмы разработали в первой трети XVII века итальянские поэты Франческо Браччолини и Алессандро Тассони. «Похищенное ведро» Тассони (1622) породило множество подражаний, причём не только на итальянском, но и на диалектах различных регионов Италии.
Идеолог французского классицизма Буало, ссылаясь на прецедент античной «Батрахомиомахии», признавал ироикомическую поэму допустимым жанром поэзии, хотя и самым низким из всех возможных. Он же сам дал образец жанра в поэме «Налой» (1672). В XVIII веке наибольшим успехом у французов пользовалась «Орлеанская девственница» Вольтера (1762) — помесь ироикомического начала с травестийным.
Пока Буало работал над «Налоем», Сэмюэл Батлер покорил английский двор эпохи реставрации пространной комической поэмой «Гудибрас», которая была написана свободным четырёхстопным ямбом с парными рифмами. Этот стих, получивший прозвание гудибрастического, был принят на вооружение английскими сатириками XVIII века во главе со Свифтом («Битва книг»).
Дальнейшее развитие ироикомического направления представляют сатиры Драйдена, в особенности «Мак-Флекно» (1682). Открытая Драйденом тональность станет основной для Александра Поупа (1688—1745), автора грандиозной сатирической поэмы «Дунсиада». Ироикомическая поэма Поупа «Похищение локона» (1712) — самое популярное произведение поэзии английского классицизма и, вероятно, высшее достижение жанра.
Стилистические эксперименты в ироикомическом духе известны и в литературе модернизма (глава «Быки солнца» в романе «Улисс»), и в литературе постмодерна («Овидий в изгнании» Р. Шмаракова).

## В России
В 1749 году офицер И. В. Шишкин перевёл шедевр Поупа на русский язык под названием «Букля волос похищенных», но перевод не был опубликован.
Лучшие образцы жанра в России дал В. И. Майков, автор короткой поэмы «Игрок ломбера» (1763) и длинной — «Елисей, или Раздражённый Вакх» (1771), рисующей колоритную картину нравов городского дна. По заключению Д. Мирского, «Елисей» полон грубого, но мужественного реализма и, после басен Хемницера, является лучшим образчиком не подслащённого разговорного языка того времени". Сходного мнения придерживался и В. Набоков: «Не обладая значительными литературными достоинствами, „Елисей“ всё же содержит ряд превосходных мест; юмор поэмы груб, хотя и живописен».
В начале XIX века ироикомические традиции продолжали шуточные поэмы «Опасный сосед» В. Л. Пушкина и в известной степени «Граф Нулин» его племянника Александра: отправной точкой для развития замысла последней стал классический сюжет о Лукреции и Тарквинии. На стыке бытового реализма и ироикомической традиции работал в конце жизни и лорд Байрон («Дон Жуан», «Беппо»). Следуя заветам ироикомизма, Гоголь нарёк «Мёртвые души» поэмой, а Бальзак на контрасте с поэмой Данте именовал свои хроники буржуазного быта «Человеческой комедией».

## Травестия
От ироикомической следует отличать перелицованную поэму, которая представляет собой нечто прямо противоположное. При травестии «Энеида» либо иное хрестоматийное изложение героического мифа пересказывается низким, площадным слогом. Наиболее известный пример — «Перелицованная Энеида» П. Скаррона (1652). На русском языке эту традицию продолжил Николай Осипов, в 1791 году написавший «Вергилиеву Энеиду, вывороченную наизнанку». С середины XVII века сюжет «Энеиды» во многих странах Европы был пересказан на простонародных диалектах, прежде не обладавших литературной традицией. «Виргилиева Енеида, на малороссийский язык перелицованная Иваном Котляревским» считается первым литературным сочинением на современном украинском языке. Для белорусской литературы велико значение травестированной поэмы «Энеида наизнанку».